# Плансенуа
Плансенуа́  — селище в Бельгії, у провінції Валлонський Брабант, входить в коммуну Лан. Селище знаходиться на полі битви при Ватерлоо, у ході якої на його території та навколо нього відбувалися важливі історичні події.

## Історія Плансенуа
Селище вперше згадується в 1227 році. В середні віки його назва записувалася як Planchenois, Planchenoit, Plansnoy або Planchenoy, пізніше — Planchenoit. В 1374 році в селі жили 22 сім'ї. На момент битви при Ватерлоо населення становило близько 500 чоловік.

## Плансенуа в битві при Ватерлоо

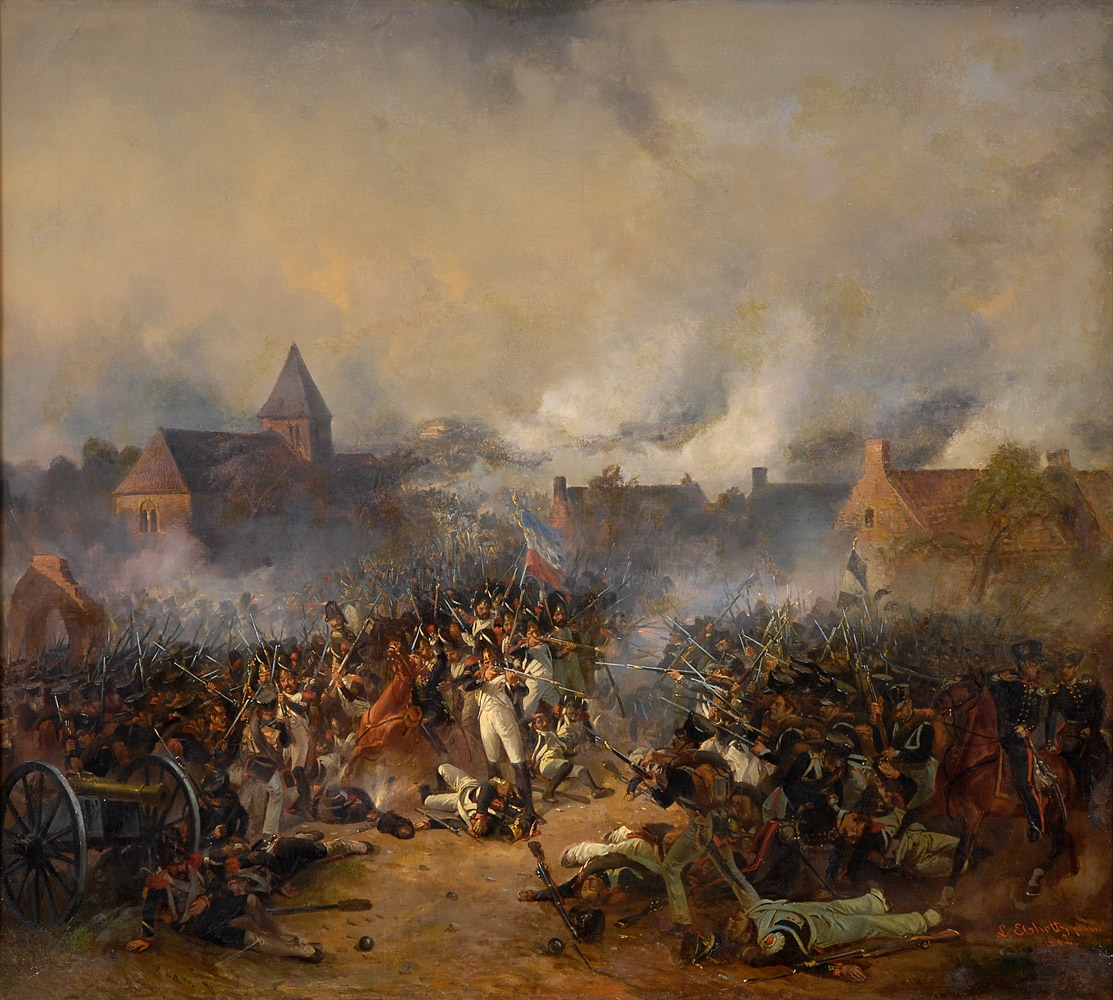
Бій за селище Плансенуа в ході битви при Ватерлоо

В початковій диспозиції військ Плансенуа знаходилася в тилу військ Наполеона. Однак в ході битви при Ватерлоо село вдалося зайняти прусським військам.
В критичній ситуації Наполеон зміг направити у бік Плансенуа тільки два батальйони елітної піхоти із Старої гвардії — піший гренадерський (на чолі з бригадним генералом Пеле) і піший єгерський, яким командував дивізіонний генерал Моран. Цього виявилося достатньо, щоб звільнити Плансенуа від прусських солдат, повернути бойовий дух особовому складу корпуса Мутона і Молодої гвардії (елітні підрозділи під командуванням генералів Дюема і Барруа) та зупинити на кілька годин наступ прусських підрозділів.
В подальшому прусське військо спромоглося поновити наступ, однак в Плансенуа йому довелося відбивати у гвардійців Наполеона будинок за будинком. Згодом вцілілі французи пробились до своїх через ряди супротивника. Цей бій став останнім для генерала Дюема і багатьох ветеранів французької армії.

## Подальша історія
Церков святої Катерини збудована в 1857 році, з використанням кам'яної кладки від попередньої церкви, яка сильно пострадала під час битви при Ватерлоо.
В наші дні селище активно відвідується туристами, у ньому проходять фестивалі воєнно-історичної реконструкції.

## Галерея

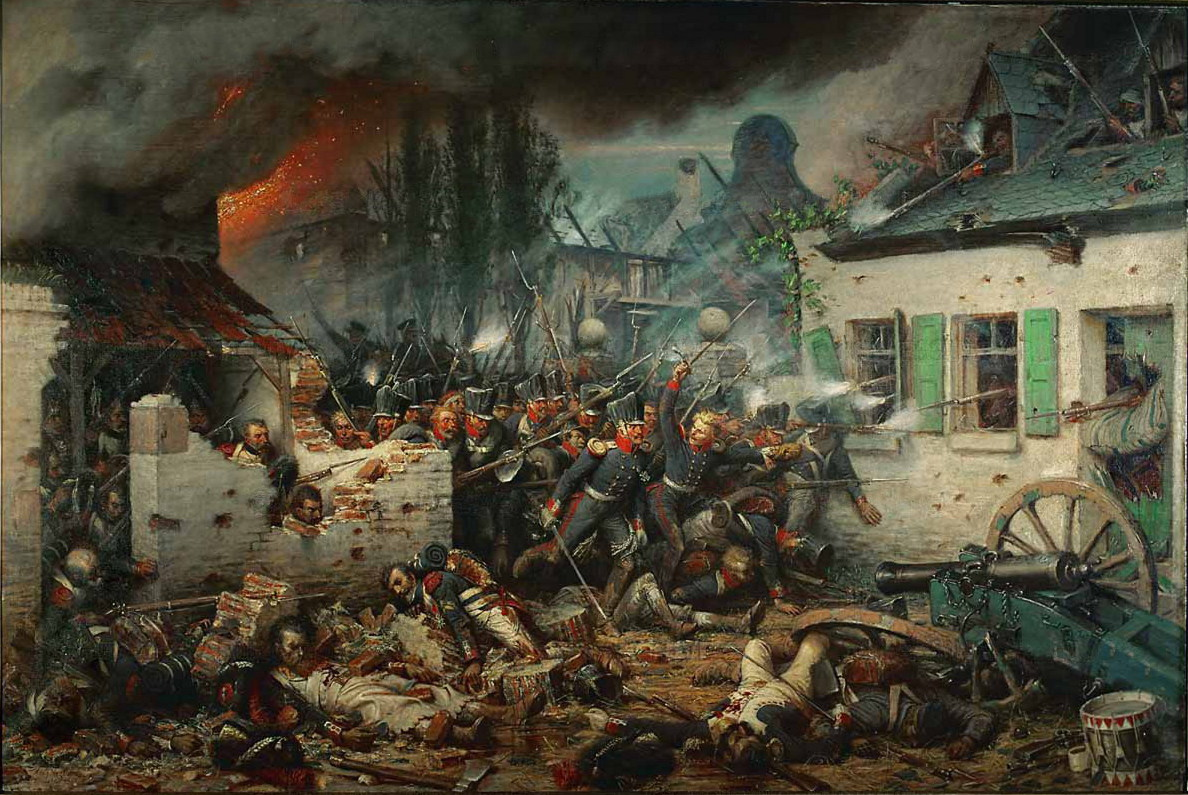
Прусська атака на Плансенуа.
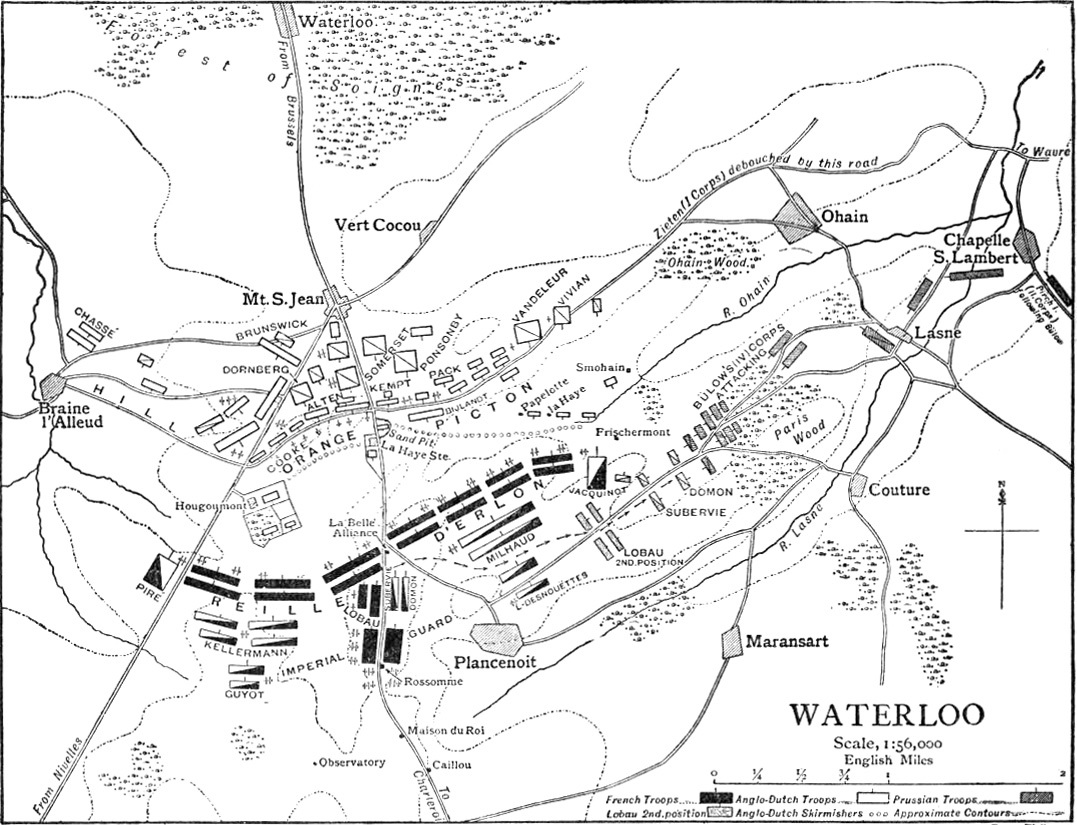
Позиції військ у битві при Ватерлоо
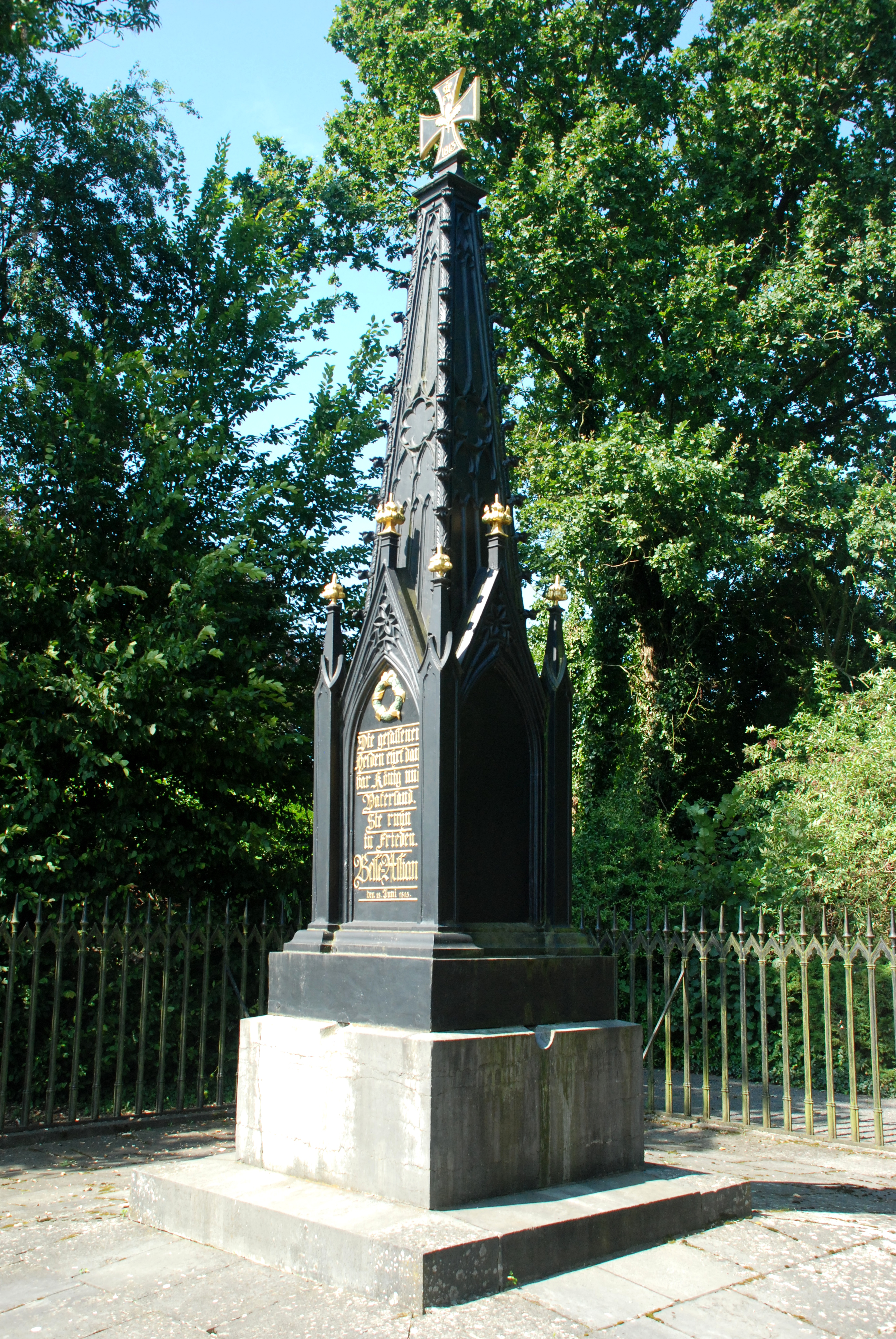
Прусський монумент
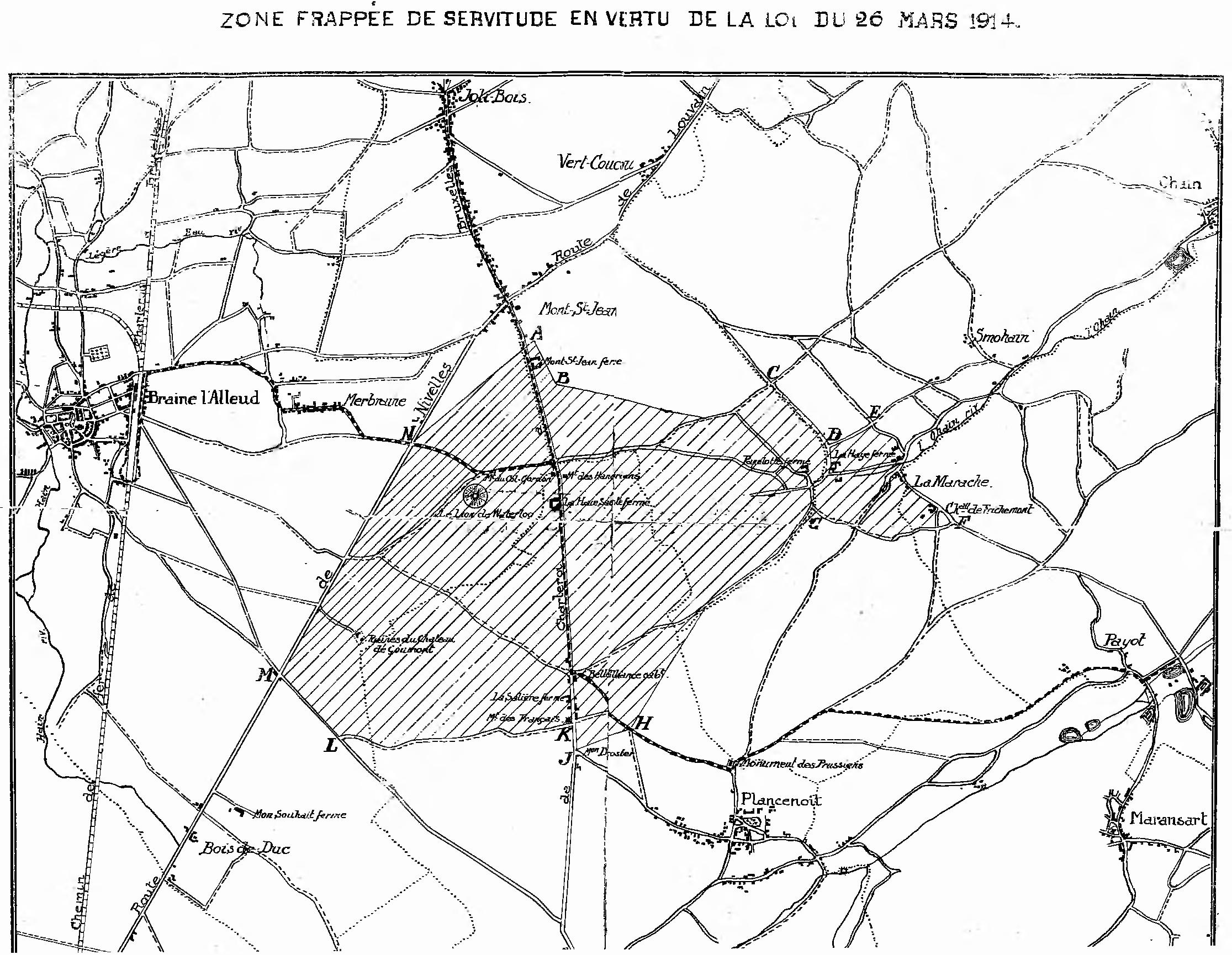
Плансенуа на карті 1914 р.